# Comuna Horohuvatka, Kaharlîk
Horohuvatka (în ucraineană Горохуватка) este o comună în raionul Kaharlîk, regiunea Kiev, Ucraina, formată din satele Horohuvatka (reședința), Ivanivka și Tarasivka.

## Demografie
Componența lingvistică a comunei Horohuvatka
     Ucraineană (97,92%)
     Rusă (1,81%)
     Alte limbi (0,28%)
Conform recensământului din 2001, majoritatea populației comunei Horohuvatka era vorbitoare de ucraineană (97,92%), existând în minoritate și vorbitori de rusă (1,81%).